# Aeroportul San Gabriel Valley
Aeroportul San Gabriel Valley (IATA: EMT, ICAO: KEMT, FAA LID: EMT) este un aeroport din California, Statele Unite ale Americii. Aeroportul a fost tranzitat în 2019 de 10 pasageri.
Situat la o altitudine de 90 m, aeroportul dispune de 1 pistă.

## Infrastructură

### Piste
Aeroportul dispune de o singură pistă. Pista 01/19 are suprafața de asfalt și dimensiunile 3.995 picioare × 75 picioare. 